# ان‌سی‌تی دریم
ان‌سی‌تی دریم (به انگلیسی: NCT Dream) یک گروه موسیقی کره‌ای و سومین زیرمجموعهٔ گروه ان‌سی‌تی است. این گروه در سال ۲۰۱۶ و زیرنظر اس‌ام اینترتینمنت و به‌عنوان زیرمجموعهٔ نوجوان ان‌سی‌تی شروع به‌کار کرد و از سال ۲۰۲۰ به‌دنبال بزرگسال شدن اعضا، با رویکردی جدید به فعالیت خود ادامه می‌دهد.

## تاریخچه
ان‌سی‌تی دریم در ۲۵ اوت ۲۰۱۶، با تک‌آهنگ «آدامس» (به انگلیسی: Chewing Gum) و با هفت عضو خود، مارک، رن‌جون، جه‌نو، هه‌چان، جه‌مین، چنلو و جی‌سونگ، آغاز به‌کار کرد. در آن هنگام میانگین سنی اعضا ۱۵/۶ سال بود. این گروه به دلیل موسیقی خود که حاوی مضامین جوانی و بلوغ بود، درمیان هنرمندان نوجوان زمان خود، در سطح جهانی موردتوجه واقع شده است. قطعات موسیقی آن‌ها روایتگر مراحل مختلف نوجوانی، از معصومیت تا طغیان و رشد بوده است. ان‌سی‌تی دریم تاکنون چهار آلبوم چندآهنگه، شش تک‌آهنگ و سه تور آسیایی داشته است. موفقیت تجاری آلبوم چندآهنگهٔ ۲۰۱۹ این گروه، ما می‌غریم، آن را به یکی از ۱۰ آلبوم پرفروش کرهٔ جنوبی در سال ۲۰۱۹ تبدیل کرد و جوایز بونسانگ را در ۳۴امین جوایز گلدن دیسک و جوایز موسیقی سئول ۲۰۲۰، برای آن‌ها به ارمغان آورد.
هرچند ان‌سی‌تی دریم در ابتدا بر مبنای سیستم سنی و فارغ‌التحصیلی اعضا تشکیل شد، به‌طوریکه هر عضو پس از ۱۹ سالگی می‌بایست به یکی دیگر از زیرمجموعه‌های ان‌سی‌تی منتقل می‌شد، اما اس‌ام اینترتینمنت در سال ۲۰۲۰ اعلام کرد که این روند متوقف خواهد شد و مارک نیز که پیش‌تر از گروه فارغ‌التحصیل شده‌بود، به گروه باز خواهد گشت و این گروه با هفت عضو و سبک‌های متنوع به فعالیت خود ادامه خواهد داد. به‌دنبال این خبر، بیش از نیم میلیون پیش‌فروش از چهارمین آلبوم چندآهنگه آن‌ها، ری‌لود، انجام گرفت. این آلبوم در آوریل ۲۰۲۰ منتشر شد و تغییر در سبک کلی گروه را نمایان کرد.
ان‌سی‌تی دریم اولین و تنها هنرمند آسیایی است که دو نوبت، در سال‌های ۲۰۱۸ و ۲۰۱۹، در فهرست «۲۱ زیر ۲۱» بیلبورد، به ترتیب در رتبه‌های ۲۰ و ۱۳ حضور داشته است. این انتخاب براساس تأثیر گروه در صنعت موسیقی، به‌صورت فروش، دانلود و حضور در شبکه‌های اجتماعی، صورت گرفت. در ۲۰۱۸، تمامی اعضای ان‌سی‌تی دریم در فهرست «۲۵ هنرمند نوجوان تأثیرگذار» تایم قرار گرفتند. آن‌ها تنها هنرمندان کره‌ای بودند که در این دو فهرست حضور داشته‌اند.

## اعضا
- مارک (به کره‌ای: 마크، به انگلیسی: Mark)
- رن‌جون (Renjun، 런쥔)
- جِنو (Jeno، 제노)
- هه‌چان (Haechan، 해찬)
- جه‌مین (Jaemin، 재민)
- چِنلو (Chenle، 천러)
- جیسونگ (Jisung، 지성)

## ترانه‌شناسی

### آلبوم‌های استودیویی
- هات سس (۲۰۲۱)
- گلیچ مود (۲۰۲۲)
- آی‌اس‌تی‌جی (۲۰۲۳)
- دریم‌سکیپ (۲۰۲۴)

### آلبوم‌های ریپکیج
- هلو فیوچر (۲۰۲۱)
- بیت‌باکس (۲۰۲۲)

### آلبوم‌های چندآهنگه
- ما جوانیم (۲۰۱۷)
- وی گو آپ (۲۰۱۸)
- وی بوم (۲۰۱۹)
- د دریم (۲۰۲۰)
- ری‌لود (۲۰۲۰)
- کندی (۲۰۲۲)
- دریم()سکیپ (۲۰۲۴)

### سینگل آلبوم‌ها
- د فرست (۲۰۱۶)

## شوها و کنسرت‌ها

### اصلی
- شوی ان‌سی‌تی دریم (۲۰۱۸)[۸]
- تور ان‌سی‌تی دریم «شوی رؤیا» (۲۰۱۹)[۹]
- ان‌سی‌تی دریم - فراتر از شوی رؤیا

### تورهای مشترک
- ششمین تور جهانی اس‌ام تاون (۲۰۱۷–۲۰۱۸)